# Robert-Jan Vanwesemael
Robert-Jan Vanwesemael (26 marzo 2002) è un calciatore belga, difensore del Sint-Truiden.

## Caratteristiche tecniche
È un terzino destro.

## Carriera
Vanwesemael è cresciuto nel settore giovanile del Sint-Truiden, che lo ha acquistato nel 2017 dal Genk. Nel 2022 è stato ceduto in prestito per una stagione al Tienen in terza divisione ed una volta rientrato al club gialloblu ha fatto il suo esordio in prima squadra il 31 ottobre 2023 nell'incontro di Coupe de Belgique vinto 3-0 contro il Francs Borains. Il 16 dicembre ha esordito anche in Pro League contro l'RWDM47; nel corso della stagione 2023-2024 gioca in totale 16 partite nella prima divisione belga, venendo poi riconfermato in rosa anche per la stagione 2024-2025.

## Statistiche

### Presenze e reti nei club
Statistiche aggiornate al 19 ottobre 2024.
| Stagione        | Squadra         | Campionato      | Campionato | Campionato | Coppe nazionali | Coppe nazionali | Coppe nazionali | Coppe continentali | Coppe continentali | Coppe continentali | Altre coppe | Altre coppe | Altre coppe | Totale | Totale | Totale |
| Stagione        | Squadra         | Comp            | Pres       | Reti       | Comp            | Pres            | Reti            | Comp               | Pres               | Reti               | Comp        | Pres        | Reti        | Pres   | Reti   |        |
| --------------- | --------------- | --------------- | ---------- | ---------- | --------------- | --------------- | --------------- | ------------------ | ------------------ | ------------------ | ----------- | ----------- | ----------- | ------ | ------ | ------ |
| 2022-2023       | Tienen          | D3              | 36         | 2          | CB              | 0               | 0               | -                  | -                  | -                  | -           | -           | -           | 36     | 2      |        |
| 2023-2024       | Sint-Truiden    | D1              | 16         | 0          | CB              | 1               | 0               | -                  | -                  | -                  | -           | -           | -           | 17     | 0      |        |
| 2024-2025       | Sint-Truiden    | D1              | 10         | 0          | CB              | 0               | 0               | -                  | -                  | -                  | -           | -           | -           | 10     | 0      |        |
| Totale carriera | Totale carriera | Totale carriera | 62         | 2          |                 | 1               | 0               |                    | -                  | -                  |             | -           | -           | 63     | 2      |        |